# Buchschachen (Isen)
Buchschachen ist ein Gemeindeteil des Marktes Isen im oberbayerischen Landkreis Erding.

## Lage
Der Weiler Buchschachen liegt vier Kilometer südlich des Marktplatzes von Isen in der Gemarkung Schnaupping. Buchschachen wurde 1403 erstmals erwähnt und bestand im Jahr 1739 aus 12 Anwesen. Der Ort gehörte ursprünglich zur Obmannschaft Schnaupping in der freisingischen Herrschaft Burgrain.

## Denkmalschutz

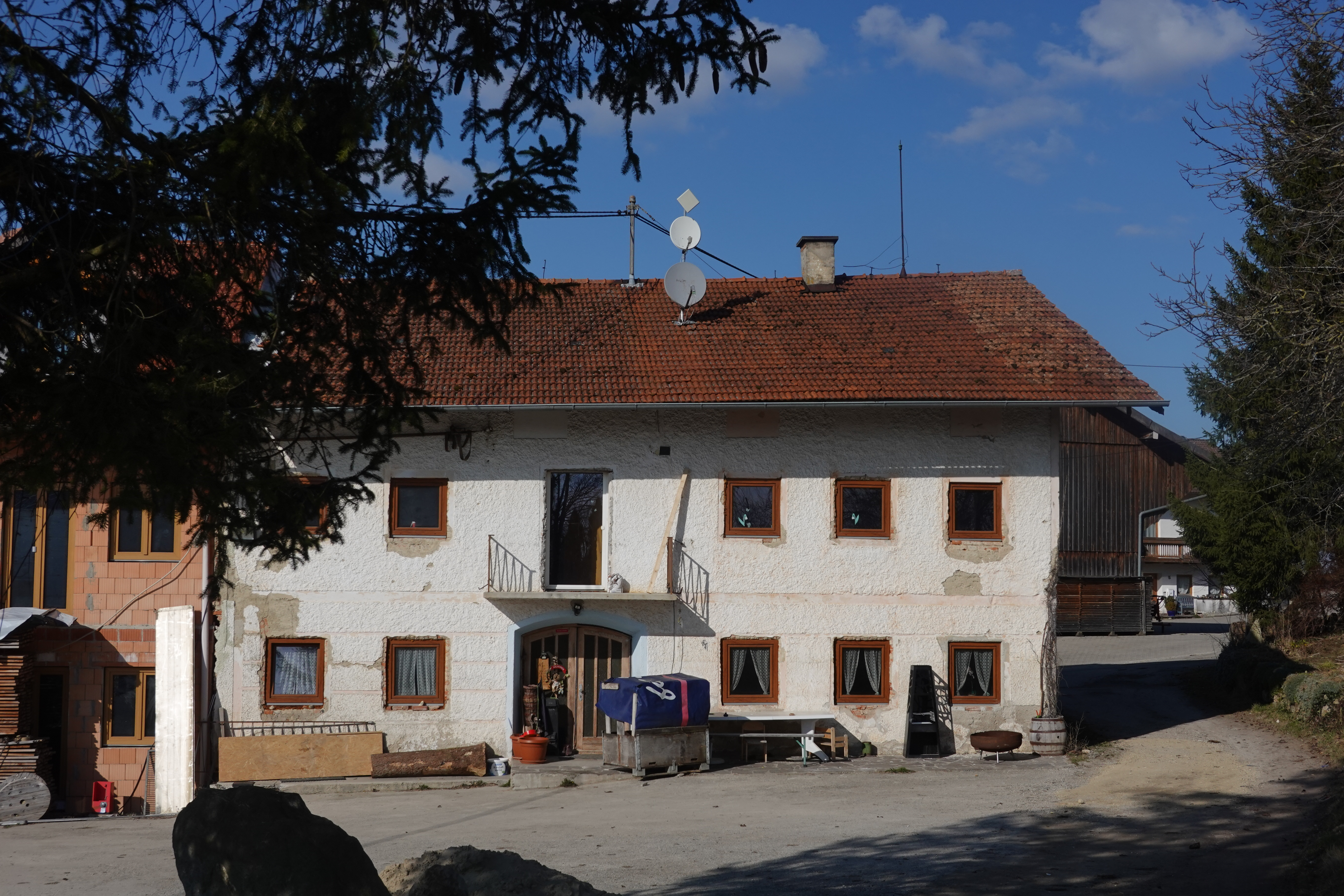
Buchschachen 6 (2022)

Der	Wohnteil des ehemaligen Dreiseithofs Buchschachen 6 ist ein zweigeschossiger Massivbau mit flachem Satteldach und Putzornament, dessen Dachtragwerk mit der Jahreszahl 1856 bezeichnet ist.	Der Bauernhof steht unter Denkmalschutz und ist in der Liste der Baudenkmäler in Isen aufgeführt.

## Bevölkerungsentwicklung
Um 1871 gab es in Buchschachen 38 Einwohner. Im Mai 1987 lebten dort 45 Einwohner in neun Wohngebäuden, von denen eines in zwei Wohnungen aufgeteilt war.
| Jahr      | 1871 | 1925 | 1950 | 1970 | 1987 |
| Einwohner | 38   | 58   | 73   | 50   | 45   |